# Pilón (Cuba)
El municipio de Pilón se encuentra en la parte suroeste de la provincia de Granma, en Cuba.
El pueblo de Pilón, es el eje central del municipio, se divide en barrios o zonas tales como La Valla, El Bom, La Trocha, La Pesquera, La Marina o La Estrada.

## Datos básicos
Su término municipal limita al norte con el de Media Luna y Campechuela, al oeste con el de  Niquero, al este con Bartolomé Masó y al sur con el Mar Caribe. Según datos de la Oficina Nacional de Estadísticas de la República de Cuba (año 2005) posee una población de 29 727 habitantes.

## Equipamiento
En él podemos encontrar varios colegios, de educación primaria y secundaria, así como círculos infantiles (guarderías) y centros universitarios donde se cursan estudios superiores y se realizan doctorados y maestrías. 
Junto con estas instituciones educativas, están las principales sedes de servicios de la zona, tales como la oficina de Correos, de Telefonía, el Centro de Computación,la Biblioteca, las direcciones de Cultura, Educación e Inst. de Seguridad Social, la estación de autobús o guagua como se conoce en Cuba dicho transporte pudiendo realizar las conexiones a las ciudades de Santiago, Bayamo y Manzanillo y en los últimos años también hay servicio hasta La Habana.
Podemos encontrar también una CADECA (Casa de Cambio) y un Banco, cerca del centro del pueblo, como la mayoría de oficinas de servicios. Al principio del pueblo se encuentra uno de los Cupet (gasolineras con cafetería y tienda abiertos 24 horas al día). En relación con la salud, como en la mayor parte de Cuba, podemos encontrar en dicho pueblo desde un Policlínico hasta un Hospital para atender a los lugareños del pueblo y zonas cercanas, así como consultas varias de los médicos de familia.

## Reseña histórica
El territorio que abarca, está marcado por la evidencia arqueológica de la presencia de aborígenes, que arribaron a sus costas en el transcurso del siglo IX, nativos arawakos procedentes de la zona norte de Venezuela, fusionándose así dos culturas: la pre-agroalfarera con cazadores, pescadores y agricultores y la agroalfarera; que también desarrollaron la alfarería .Los asentamientos se ubicaron fundamentalmente en Punta de Hicacos , Nuevo Mundo y Ojo de Toro pasando a formar parte del patrimonio histórico del lugar.
Actualmente existen tres versiones sobre el origen del nombre de este municipio: 
- El primer asentamiento que hubo en Pilón, fue en la zona de Piloncito. Y que posteriormente por el incremento de la población estos se trasladaron más al este y se asentaron en el área actual y entonces recibe nombre de Pilón.
- Las personas de mayor edad de Pilón dicen que adquiere el nombre por ser un hueco, pues de cualquier parte se entra al pueblo de bajada (Pilón es el instrumento de hacer polvo el café) de ahí recibe su nombre por esa forma.
- También por una compañía que existía que su nombre era Pilón, la Cape Cruz le compró estas tierras a esa compañía.

Durante algún tiempo, hubo una central azucarera en Pilón, lo cual ayudó muchísimo aL desarrollo de la economía de la zona. Hoy en día esta central ya no está trabajando. En estos momentos, la economía de Pilón, no está muy desarrollada, encontrándonos con varias granjas, de porcino y ovejas, así como plantaciones varias y algunos invernaderos para el cultivo de hortalizas y legumbres. En la carretera con dirección a Marea del Portillo y su zona hotelera ( a unos 12 km del pueblo de Pilón ) hay además de los invernaderos, varias plantaciones de plátanos bastante extensas.
En dicha zona hotelera, situada cerca del pueblo de Marea del Portillo, podemos encontrar dos hoteles, de nivel medio alto con una calidad muy buena, y un resort de vacaciones. Dichos lugares son muy frecuentados por, sobre todo, turistas canadienses y alemanes, los cuales buscan la tranquilidad del pueblo de Pilón, y una relación muy íntima con la naturaleza, ya que es un auténtico paraíso el poder disfrutar del mar Caribe en toda su expresión, con unas playas de varios kilómetros de extensión, de aguas cristalinas y color azul turquesa, así como una seria de manglares, expresión de una naturaleza muy bien conservada y en estado salvaje y varios cayos, los cuales pueden ser visitados en las excursiones que se organizan en dichos hoteles, viajando hacia dichos cayos en su estado "casi" inicial en yates ( todo un espectáculo para la vista y resto de sentidos ).
El paisaje es espectacular, ya que a un lado se encuentra el mar Caribe ( de aguas turquesas ) y al otro lado, pequeñas lomas y montes, que indican lo próximo que se encuentra la Sierra Maestra.
Desde una zona alta, muy bien llamada el Mirador, el cual es ahora un Restaurante especializado en pescado en moneda nacional, se puede observar todo el pueblo de Pilón, con su enorme chimenea de la antigua central azucarera como gran referente, así como la costa, el mar, el manglar y los cayos, haciendo de dicha vista un placer para los ojos de los lugareños y turistas.

## Sociedad
El pueblo de Pilón surge de una mezcla de razas que va desde el español, jamaiquino, haitiano hasta el canadiense masón. Hay un gran porcentaje de población mestiza ( mezcla entre españoles y personas de color ) lo que ha dado a un gran número de mulatos y trigueños, y de color, la cual está muy concentrada en zonas como La Estrada. Desarrolla una cultura tradicional en la que se destaca la rumba, asimilada de diferentes emigrantes externos e internos. 
Predomina la religión sincrética: el espiritismo y la santería; este tipo de religiones están muy extendidas entre la población y son muy populares, ejemplo de ello son los motivos de santería que uno se puede encontrar en los caminos, o los lazos rojos que le ponen a los niños pequeños atados en el pie para ahuyentar a los malos espíritus pero también se practica otras religiones como la católica y metodista.
Ejemplo de la práctica de dichas religiones cristianas es la presencia de varias iglesias en el pueblo tanto una iglesia católica como una metodista. En la Iglesia Metodista de Pilón, podemos ver como en cada culto el espíritu de Dios se manifiesta de una manera sobrenatural llenando de bendiciones a cada uno de sus hijos.
Dentro de su cultura alimenticia y típica se incluye el cerdo asado, arroz congrí, yuca hervida, el tostón (Plátano chatino) acompañado de bebidas como el aliñado, el aguardiente, vinos y licores de frutas. Una fruta muy apreciada en la zona es el mango. Es común encontrar árboles de mango por toda la zona.
Se escucha la música tradicional cubana y folclórica de otros países: el son, el vallenato, la guaracha y la música mexicana. Entre los bailables más populares están la rumba y el casino.
Los sábados siempre hacen una fiesta y baile en el parque central del pueblo. Por la tarde, los jóvenes del pueblo se reúnen, conversan, bailan y comparten un tiempo juntos. Los habitantes de Pilón tienen gran afición por el baile y las fiestas, y no hay sábado que no haya un ambiente excepcional hasta bien entrada la madrugada.
Se fomenta la afición a deportes tales como: el béisbol, el boxeo, las corridas de cintas sin dejar de destacar también las peleas de gallos.
Se fomenta mucho el deporte a todos los niveles pero destacando a nivel escolar. Los sábados y domingos por las mañanas los profesores del municipio organizan juegos populares en donde puede participar cualquier persona (niños, adultos). Dichos juegos van desde partidos de pelota (béisbol) y voleibol hasta partidas de ajedrez, damas, parchís, etc.